# قشلاق آغلاقان (کلیبر)
قشلاق آغلاقان یکی از روستاهای استان آذربایجان شرقی است که در دهستان آبش‌احمد بخش آبش‌احمد شهرستان کلیبر واقع شده‌است.